# Исмаиллинский заповедник
Исмаиллинский заповедник (азерб. İsmayıllı dövlət təbiət qoruğu) создан в 1981 году на площади 5778 га. В 2003 году территория заповедника расширена на 10,96 тыс. га, и общая территория доведена до 16,7 тыс. га. Находится на административной территории Исмаиллинского района Азербайджана.

## Цель создания
Цель создания заповедника сохранение природных комплексов на южном склоне Большого Кавказа.

## Флора и фауна
В заповеднике лесообразующие породы деревьев состоят из:
- Бука
- Граба
- Дуба а также частично из:
- Клена,
- Липа и др.

Из них относящиеся к третьему периоду каштанолистный дуб и тис занесены в «Красную книгу» Азербайджана. На территории заповедника обитают около 170 позвоночных животных. Здесь можно встретить 104 вида птиц, относящихся к 13 отрядам.
Из млекопитающих обитают:
- Бурый медведь,
- Лесной кот,
- Рысь,
- Кавказский олень,
- Косуля,
- Восточнокавказский тур
- Кавказский зубр (гибрид, реинтродуцирован) и др.